# Ottawa Senators
Ottawa Senators (fr. Sénateurs d'Ottawa) – założony w 1992 roku kanadyjski klub hokeja na lodzie z siedzibą w Ottawie. Zespół występuje w lidze NHL, Konferencji Wschodniej, Dywizji Atlantyckiej. Jego domowym lodowiskiem jest Canadian Tire Center.

## Historia

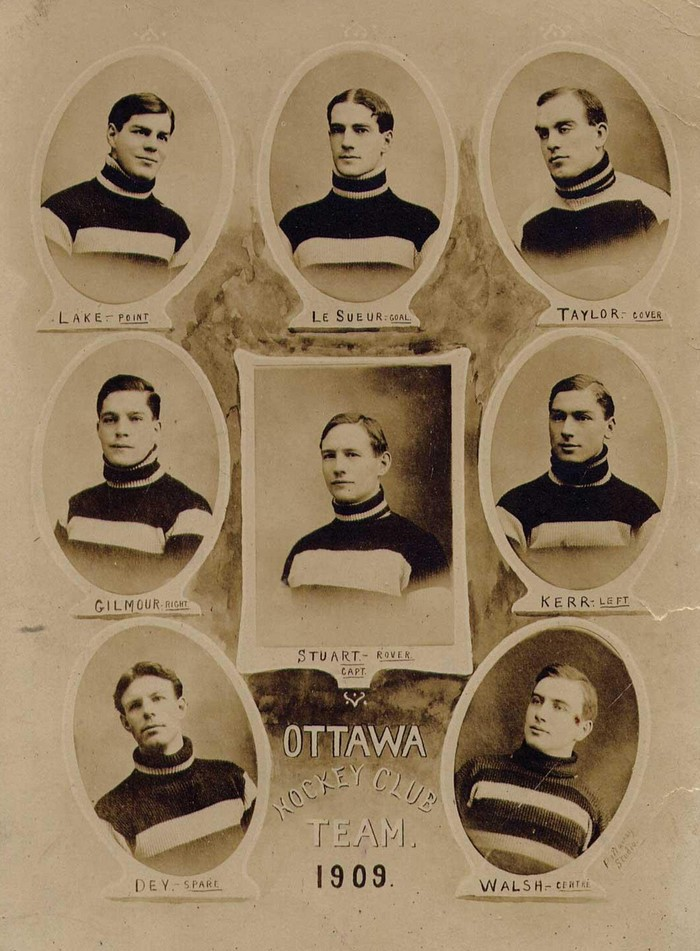
Skład Oryginalnych Ottawa Senators z 1909 roku

Zespół stara się nawiązywać do tradycji zespołu o tej samej nazwie, który istniał w latach 1883-1954, na przykład poprzez zastrzeżenie numeru 8, z którym grał Frank Finnigan w latach 1923-1934. Jednak nie jest jego  oficjalną kontynuacją. Dzisiejszy zespół nie może przypisywać sobie trofeów zdobytych przez poprzednika. By odróżnić zespoły, stary jest dziś nazywany "The Original Ottawa Senators". Oryginalny zespół zdobył 11 Pucharów Stanleya  (1903, 1904, 1905, 1906, 1909, 1910, 1911, 1920, 1921, 1923, 1927). Od czasu rozszerzenia ligi na Stany Zjednoczone w 1924 roku, drużyna zaczęła ponosić straty finansowe i wkrótce popadła w ogromne długi. Zespół został podzielony, drużyna zawodowa została przeniesiona do St. Louis, tak powstał zespół NHL St. Louis Eagles. Przenosiny zamiast pozytywnych zmian, tylko pogorszyły sytuację klubu, jego władze próbowały zdobyć pozwolenie na powrót do Ottawy, jednak władze NHL postanowiły rozwiązać klub, który przetrwał jedynie jeden sezon. W Ottawie wciąż istniała drużyna o nazwie Senators, były to rezerwy oryginalnego klubu, które zostały przekształcone w samodzielny półamatorski klub istniejący do 1954 roku.

Gdy w 1992 roku liga NHL planowała rozszerzenie ligi, Bruce Firestone postanowił odrodzić hokej w Ottawie i zespół Ottawa Senators.
Zespół posiada afiliację w postaci klubu farmerskiego w niższej lidze. Tę funkcję obecnie pełni Binghamton Senators w lidze AHL oraz Evansville IceMen (w lidze ECHL). W przeszłości taką drużyną była także Charlotte Checkers (w lidze ECHL).

## Osiągnięcia
- Prince of Wales Trophy: 2007
- Presidents’ Trophy: 2003
- Mistrzostwo dywizji: 1999, 2001, 2003, 2006
- Mistrzostwo konferencji: 2006

## Sezon po sezonie
| Ostatnie sezony | Ostatnie sezony | Ostatnie sezony | Ostatnie sezony | Ostatnie sezony | Ostatnie sezony | Ostatnie sezony | Ostatnie sezony | Ostatnie sezony | Ostatnie sezony | Ostatnie sezony | Ostatnie sezony | Ostatnie sezony | Ostatnie sezony                                                         |
| Sezon           | Konferencja     | Miejsce         | Dywizja         | Miejsce         | Mecze           | Z               | P               | R               | PK              | Pkt             | ZB              | SB              | Wyniki play-off                                                         |
| --------------- | --------------- | --------------- | --------------- | --------------- | --------------- | --------------- | --------------- | --------------- | --------------- | --------------- | --------------- | --------------- | ----------------------------------------------------------------------- |
|                 |                 |                 |                 |                 |                 |                 |                 |                 |                 |                 |                 |                 |                                                                         |
| 2019–20         | Wschodnia       | 15              | Atlantycka      | 7               | 711             | 25              | 34              | —               | 12              | 62              | 191             | 243             | Nie zakwalifikowała się                                                 |
|                 |                 |                 |                 |                 |                 |                 |                 |                 |                 |                 |                 |                 |                                                                         |
| 2018–19         | Wschodnia       | 16              | Atlantycka      | 8               | 82              | 29              | 47              | —               | 6               | 64              | 242             | 302             | Nie zakwalifikowała się                                                 |
|                 |                 |                 |                 |                 |                 |                 |                 |                 |                 |                 |                 |                 |                                                                         |
| 2017–18         | Wschodnia       | 15              | Atlantycka      | 7               | 82              | 28              | 43              | —               | 11              | 67              | 221             | 291             | Nie zakwalifikowała się                                                 |
|                 |                 |                 |                 |                 |                 |                 |                 |                 |                 |                 |                 |                 |                                                                         |
| 2016–17         | Wschodnia       | 6               | Atlantycka      | 2               | 82              | 44              | 28              | —               | 10              | 98              | 212             | 214             | Zwycięstwo z Bruins 4-2 Zwycięstwo z Rangers 4-2 Porażka z Penguins 3-4 |
|                 |                 |                 |                 |                 |                 |                 |                 |                 |                 |                 |                 |                 |                                                                         |
| 2015–16         | Wschodnia       | 11              | Atlantycka      | 5               | 82              | 38              | 35              | —               | 9               | 85              | 236             | 247             | Nie zakwalifikowała się                                                 |

| Sezony od 2010/2011 do 2014/2015 | Sezony od 2010/2011 do 2014/2015 | Sezony od 2010/2011 do 2014/2015 | Sezony od 2010/2011 do 2014/2015 | Sezony od 2010/2011 do 2014/2015 | Sezony od 2010/2011 do 2014/2015 | Sezony od 2010/2011 do 2014/2015 | Sezony od 2010/2011 do 2014/2015 | Sezony od 2010/2011 do 2014/2015 | Sezony od 2010/2011 do 2014/2015 | Sezony od 2010/2011 do 2014/2015 | Sezony od 2010/2011 do 2014/2015 | Sezony od 2010/2011 do 2014/2015 | Sezony od 2010/2011 do 2014/2015                  |
| Sezon                            | Konferencja                      | Miejsce                          | Dywizja                          | Miejsce                          | Mecze                            | Z                                | P                                | R                                | PK                               | Pkt                              | ZB                               | SB                               | Wyniki play-off                                   |
| -------------------------------- | -------------------------------- | -------------------------------- | -------------------------------- | -------------------------------- | -------------------------------- | -------------------------------- | -------------------------------- | -------------------------------- | -------------------------------- | -------------------------------- | -------------------------------- | -------------------------------- | ------------------------------------------------- |
|                                  |                                  |                                  |                                  |                                  |                                  |                                  |                                  |                                  |                                  |                                  |                                  |                                  |                                                   |
| 2014–15                          | Wschodnia                        | 7                                | Atlantycka                       | 4                                | 82                               | 43                               | 26                               | —                                | 13                               | 99                               | 238                              | 215                              | Porażka z Canadiens 2-4                           |
|                                  |                                  |                                  |                                  |                                  |                                  |                                  |                                  |                                  |                                  |                                  |                                  |                                  |                                                   |
| 2013–14                          | Wschodnia                        | 11                               | Atlantycka                       | 5                                | 82                               | 37                               | 31                               | —                                | 14                               | 88                               | 236                              | 265                              | Nie zakwalifikowała się                           |
|                                  |                                  |                                  |                                  |                                  |                                  |                                  |                                  |                                  |                                  |                                  |                                  |                                  |                                                   |
| 2012–13                          | Wschodnia                        | 7                                | Północno-wschodnia               | 4                                | 48                               | 25                               | 17                               | —                                | 6                                | 56                               | 116                              | 104                              | Zwycięstwo z Canadiens 4-1 Porażka z Penguins 1-4 |
|                                  |                                  |                                  |                                  |                                  |                                  |                                  |                                  |                                  |                                  |                                  |                                  |                                  |                                                   |
| 2011–12                          | Wschodnia                        | 8                                | Północno-wschodnia               | 2                                | 82                               | 41                               | 31                               | —                                | 10                               | 92                               | 249                              | 240                              | Porażka z Rangers 3-4                             |
|                                  |                                  |                                  |                                  |                                  |                                  |                                  |                                  |                                  |                                  |                                  |                                  |                                  |                                                   |
| 2010–11                          | Wschodnia                        | 13                               | Północno-wschodnia               | 5                                | 82                               | 32                               | 40                               | —                                | 10                               | 74                               | 192                              | 250                              | Nie zakwalifikowała się                           |

Legenda:

Z = Zwycięstwa, P = Porażki, R = Remisy (do sezonu 2004/2005), PK = Przegrane po dogrywce lub karnych, Pkt = Punkty, ZB = Bramki zdobyte, SB = Bramki stracone
| Puchar Stanleya | Mistrz Konferencji | Mistrz Dywizji | Awans do play-off | Presidents’ Trophy |

- 1 Sezon zasadniczy ze względu na epidemię koronawirusa został przerwany a następnie zakończony.

## Zawodnicy

### Kapitanowie drużyny
| Sezony jako kapitan drużyny | Zawodnik          |
| --------------------------- | ----------------- |
| 1992–1993                   | Laurie Boschman   |
| 1993–1994                   | Mark Lamb         |
| 1993–1994                   | Brad Shaw         |
| 1994                        | Gord Dineen       |
| 1995–1998                   | Randy Cunneyworth |
| 1998–1999                   | Aleksiej Jaszyn   |
| 1999–2013                   | Daniel Alfredsson |
| 2013–2014                   | Jason Spezza      |
| od 2014                     | Erik Karlsson     |

### Numery zastrzeżone
| # | Zawodnik       | Pozycja   | Sezony              | Data uhonorowania   |
| - | -------------- | --------- | ------------------- | ------------------- |
| 8 | Frank Finnigan | Napastnik | 1923–1931 1932–1934 | 8 października 1992 |